# Wyszyna (województwo mazowieckie)
Wyszyna – wieś w Polsce położona w województwie mazowieckim, w powiecie płockim, w gminie Stara Biała.
Wieś szlachecka położona była w drugiej połowie XVI wieku w powiecie płockim  województwa płockiego. W latach 1975–1998 miejscowość należała administracyjnie do województwa płockiego.
Przez miejscowość przepływa Wierzbica, rzeka dorzecza Wisły, dopływ Skrwy.